# Солоницевка
Солони́цевка (укр. Солоницівка), до 1950-х Синоли́цевка либо Синоли́цовка — посёлок городского типа в Харьковском районе (до 2020 — Дергачёвском районе) Харьковской области Украины. Центр Солоницевской объединённой территориальной общины.
Код КОАТУУ — 6322057600. Население по переписи 2001 года составляло 13153 человека (6072 мужчины и 7081 женщинa)
Посёлок расположен на левом берегу реки Уды в 30 км от Дергачей
по обе стороны автомобильной дороги Харьков — Сумы, называющейся здесь улицей Полтавский шлях, и железнодорожной магистрали Харьков — Киев, возле Харьковская ТЭЦ-5 и крупных промышленных предприятий, у железнодорожной станции Куряж.
Является административным центром Солоницевского поселкового совета, в который также входят сёла Куряжанка, Сиряки и посёлок Подворки.

## Географическое положение
Посёлок городского типа Солоницевка находится в 29 км от посёлка Дергачи, на реке Уды (преимущественно на левом берегу); выше по течению на расстоянии в 1 км расположен пгт Пересечная, ниже по течению на расстоянии менее 1 км — посёлок Подворки и село Надточии.
По посёлку проходит автомобильная дорога Т-2106. Рядом с посёлком проходит железная дорога, станции Шпаковка, Подворки, Куряж.
Северно-западная часть посёлка, которая находится на правом берегу реки Уды — бывшее село Басы. Северная часть посёлка — бывшие населённые пункты Червоное и Гавриловка.

## История
На территории близ посёлка находятся следы поселений скифского времени (V—III века до н. э.), а также Черняховской (II—IV века до н. э.) и Салтовской (VIII—X века) культур.
Посёлок расположен на Слобожанщине.
В древнерусских летописях и документах XVI—XVII веков данную местность называли «Диким полем», южной окраиной степных земель. Активное заселение этих территорий приходится на время Богдана Хмельницкого.
Во второй половине XVII века возник хутор Синолицевка. Дата первого упоминания поселения — 1662 год. Тогда здесь жило несколько семей переселенцев с Правобережья Днепра. Позже среди жителей слободы появляются казаки-черкасы.
Согласно Ревизской сказке за 1742 год, в слободе Синолицевке проживало 139 мужчин, в том числе казаков 87, их свойственников 33, подпомощников 29.
Во второй половине XVIII века в слободе Синолицевка Харьковского уезда прихожане построили деревянную Николаевскую церковь во имя святого Николая Мирликийского Чудотворца.
В 1750-е годы слобода Синолицевка была причислена в Пересечнянскую сотню Харьковского полка.
В основу правления было положено самоуправление. Сельский староста избирался путём голосования. Все вопросы относительно жизни села решались на собраниях жителей (общины), которые имели право голоса, а решения сельских собраний записывались в специальную книгу.
В конце XVIII века из слободы Синолицевка сотенного местечка Пересечного Харьковского уезда образуется село Синолицевка. В селе курили вино (изготовляли самогон), лицевали сено перед продажей в Харькове.
На территории современного Солоницевского поселкового совета (в Куряже) 28 апреля 1663 года Григорием Ерофеевичем Донец-Захаржевским основан Куряжский монастырь (в восьми верстах от Харькова, на возвышенности, окружённой в те времена лесами).
4 апреля 1687 года грамотой на имя харьковского воеводы Василия Ивановича Сухотина закреплены угодья за Куряжским монастырём. Так в окраинах Люботина появилось монастырское землевладение, которое сохранялось и в XVIII веке. Лишь в XIX веке эти земли были Куряжским монастырём проданы.
Описание села тех времён:

«Синолицевка по обеим сторонам реки Уд, показанной большой дороги (Сумской шлях), и между отвершков безымянных. В том селе церковь деревянная во имя Преображения Господня.
А дачею простирается по обеим сторонам показанной реки и речек Вязовой (ручей), Березовый (ручей), Люботинки, на коей состоит монастырская мучная мельница на двух поставах, которая содержится для монастырского помолу. А все эти мельницы действие имеют в вешнее и осеннее время;
Собачей, Клочковой: оврагов Клочкова, Бульского, Крутого и Безымянных, речки Рудки на левом, а безымянного ручья на правой, и по обеим сторонам больших дорог, лежащих из города Харькова в города Богодухов и Полтаву.
Во оной даче река Уды в летнее жаркое время в самых мелких местах глубиною бывает на пол аршина, а шириною в шестнадцать сажень, речка Люботинка глубиною на четверть аршина, шириною на шесть сажень, а прочие совсем пересыхают. В них рыба щуки, караси, окуни, лини и плотва, которая употребляется на помещичий и монастырской обиход. Вода в речках для людей и скота здоровая.
Земля качество имеет чернозёмное. Из посеянного на ней хлеба лучше родится рожь, овес, гречиха, ячмень и просо, а прочие семена посредственны. Сенные покосы по сравнению с другими местами хуже.
Лес растет строевой дубовый толщиной в отруб в шесть вершков, а вышиной от пяти и до шести сажень, а промеж его дровяной, того же роду, и липовый, осиновый, который для поташа не подходит.
В нём звери: волки, зайцы, лисицы, белки, горностаи, а птицы на водах дикие утки, кулики и разных мелких родов. А в полях: орлы, коршуны, ястребы, перепелки, сороки, вороны, горлицы, сизоворонки и прочих мелких родов.
Войсковые обыватели ездят в донские станицы, в город Черкаск и Азов, закупают красную рыбу и соль, и продают в близ лежащих городах, а некоторые имеют ремесло портное, плотницкое и колесническое, а по большой части довольствуются хлебопашеством и скотоводством.
Земли запахивают и сена скашивают подданные на помещиков до семидесяти десятин, монастырские на себя до сорока десятин, а остальную обрабатывают войсковые обыватели всю на себя к чему и радетельны.
Женщины сверх полевой работы упражняются в рукоделии, прядут лен и шерсть, ткут полотна и сермяжные сукна для себя, а часть и на продажу.
Вновь вырезанная церковная земля положение имеет села Синолицевки в одном месте на суходоле».

На тот момент в Синолицевке было 78 казацких дворов, в которых жили 229 мужчин и 266 женщин.
В первой половине XIX века в селе появляются первые промышленные предприятия (кирпичный завод, винокурня, мельница). В начале XX века на территории посёлка работала пивоварня (железнодорожная станция Куряж, Харьковское товарищество, завод «Малороссия»).
В 1940 году, перед ВОВ, в Синолицевке (без Гавриловки) было 348 дворов. Сельсовета в Синолицевке до войны не было, он находился в Гавриловке.
Во время Великой Отечественной войны с конца октября 1941 до середины февраля 1943 и с начала марта по 21 августа 1943 года посёлок находился под немецкой оккупацией.
К 21 августа 1943 года части 53-й армии СССР освободили в Гавриловке и Солоницевке выгодные позиции для нанесения ударов по западным и северо-западным окраинам оккупированного гитлеровцами Харькова. С высоты 208,6 м открывался вид на места боёв в сторону Харькова, Коротича и Люботина. На высоте 197,3 м возле посёлка Гавриловка был построен командный пункт генерал-полковника И. С. Конева.
Эвакуация немецких войск и имущества проходила через железнодорожную станцию «Новая Бавария (станция)», так как Южный вокзал Харькова как транспортный узел был к этому времени уничтожен, мимо Солоницевки, расположенной на противоположном берегу реки Уды. Чтобы спасти город от окончательного разрушения, командующий Степным фронтом Иван Конев отсюда отдал приказ войскам 53-й (ком. ген-майор И. М. Манагаров), 57-й (ком. генерал-лейтенант Н. А. Гаген), 69-й (ком. генерал-лейтенант В. Д. Крючёнкин) и 7-й Гвардейской (ком. генерал-лейтенант М. С. Шумилов) армиям о ночном штурме Харькова в ночь с 22 на 23 августа.
Во время Харьковской освободительной операции августа 1943 года на высоте 197,3 м возле посёлка Солоницевка находился командный пункт генерал-полковника И. С. Конева — сейчас мемориальный комплекс «Высота маршала Конева» в посёлке Солоницевка (в 1943 году — Синолицевка) стал центром мероприятий, посвящённых памятным датам Великой Отечественной войны. Именно здесь собираются ветераны 53-й и 57-й армий.
В годы войны 853 жителя села воевали на фронтах в рядах Советской армии; из них погибли 604 воина; 211 были награждены боевыми орденами и медалями СССР.
В Солоницевке установлены четыре памятника советским воинам, погибшим при освобождении Солоницевки и Гавриловки от фашистов.

## Происхождение названия
С начала основания слободы во второй половине XVII века её лично свободные жители имели значительные привилегии, в том числе беспошлинного винокурения, чему способствовало обилие окрестных «дремучих лесов» как топлива.
В селе курили вино (то есть изготовляли самогон) и «лицевали» сено перед продажей в Харькове.
Местные жители спиртное употребляли сами и продавали (в основном самогонную водку, которая называлась «вино») — в том числе православным паломникам, шедшим с северо-запада на Сумскому тракту в Куряжский монастырь. Также в прилегающем лесу, простиравшемся за Дергачи, и на тракте между Синолицевкой и Залютино местность была удобна для разбойных нападений на пеших обывателей и паломников, идущих в Куряжскую обитель; здесь «шалили» лихие люди. Это и привело к прозванию жителей слободы окрестными жителями синолицевыми.
Уже в XIX веке одним из первых предприятий Синолицовки была винокурня; с начала XIX века и до XX века здесь работала пивоварня (в XX в. Харьковского товарищества «Малороссия»).

## Пивоваренный завод
В 1820-х-40-х годах немец по происхождению Фридрих (он же Фёдор) Иванович Рупрех(т) начал варить в Солоницевке пиво.
В марте 1873 года немцами Фридрихом Рупрехтом, Егором Карловичем Роше и Карлом Эйзлером был построен новый каменный пивоваренный завод. С 1873 года завод стал именоваться «Славия»; владельцами его стали черниговские мещане Вячеслав и Антон Вячеславович Вондраки.
В 1878 владельцем или арендатором завода был купец Андрей Васильевич Нерлинг (Неринг) и Ко. В 1883 году заведующим заводом был Франц Немец; там работали 3 мастера и 8 рабочих; было произведено 25 тыс. вёдер пива по цене 1 руб. 20 копеек за ведро. В 1886 владельцем завода был Я. Эмке. С 1888 года владелец завода — некая Давыдовская.
В 1909 году владельцами завода были братья Вондраки; завод именуется «Славия». С 1910 года завод называется «Малороссия» Первого Харьковского Товарищества, во главе которого был Емельян Игнатьевич Деркач. В 1916—1917 годах арендатором была Фекла Андреевна Деркач, проживавшая в Харькове по улице Грековской, 33, где с 1880 года находилась фабрика фруктовых вод, контора и склад Синолицовского пивзавода.
В начале XX века завод Харьковского товарищества «Малороссия» выпускал марки пива «Империал», «Столовое», «Чешское».

## Население
Численность населения:
- 1959 — 5 779[17] человек;
- 1966 — 6500[18];
- 1975 — 6600[7];
- 1989 — 13 692 человека[19];
- 2001 — по переписи 2001 года — 13153 человека (6072 м. и 7081 ж.)[6];
- 2013 — 13 761[20];
- 2019 — 13 153 человека[21].

## Герб
На современном гербе Солоницевки 2000 года изображена ТЭЦ-5 (главный корпус и труба), на самом деле находящаяся в другом населённом пункте — посёлке Подворки, который, однако, подчинён Солоницевскому поселковому совету.

## Религиозные общины

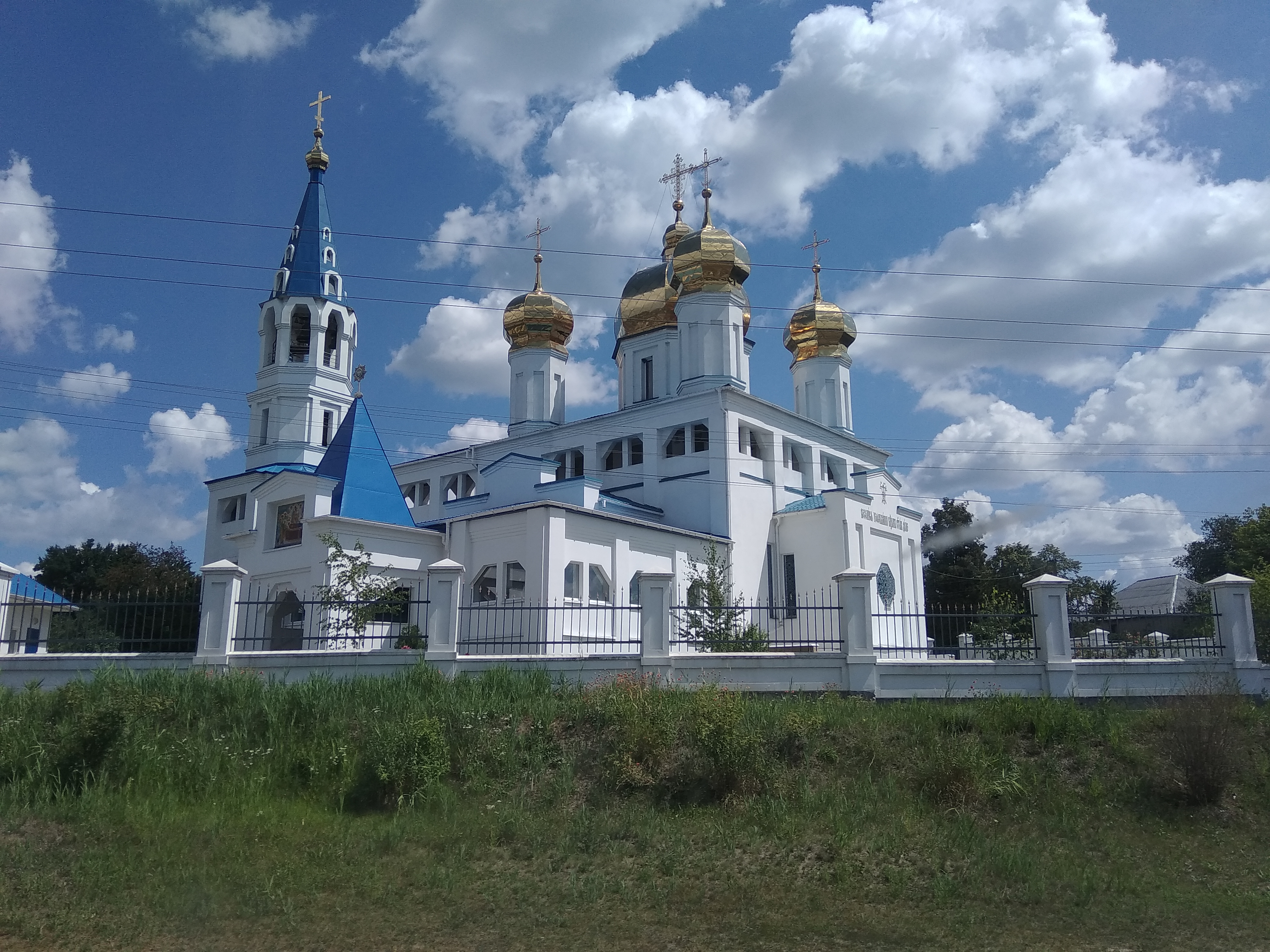
Храм Успения Пресвятой Богородицы

- Украинской Православной Церкви (МП) — храм Успения Пресвятой Богородицы в Солоницевке; построен в 2004 году;
- Украинской Автокефальной Православной Церкви;
- Евангельских христиан-баптистов;
- Свидетелей Иеговы;
- Солоницевская Христианская Церковь веры Евангельской.

## Экономика
В Солоницевке работают:
- Дергачевский мясокомбинат
- Харьковская ТЭЦ-5

Новостройки в Солоницевке

- Битумно-рубероидный завод Акваизол
- Куряжский кирпичный завод
- Солоницевский комбинат по производству древесно-стружечных плит, входящий в группу компаний «Swiss Krono».
- Ликёро-водочный завод «Арго»
- Мыловаренная фабрика «Слобожанский мыловар»
- Куряжский комбинат строительных материалов (Куряжский ДСК)
- Украинская горно-металлургическая компания
- Логистический центр корпорации «Бисквит-Шоколад» (г. Харьков)
- Дистрибуционный центр компании ПИИ «Книжный клуб „Клуб Семейного Досуга“»
- Фабрика по производству матрасов ООО «Ком-Фор»

## Культура
- Телекомпания «Элитон».
- Детский творческий центр Лавка Шалостей «Карусель».
- Детский театр.
- Детский клуб «Орлёнок»
- Спорткомплекс и стадион футбольного клуба «Энергетик».
- Фотостудия «Блиц»
- Языковая школа «Be smart».
- Гавриловский сельский клуб.
- Студия логопедической помощи и раннего развития ребёнка «Веснушка».

## Спорт в Солоницевке
Футбол:
Базируется футбольный клуб «Энергетик (Солоницевка)», который выступает на стадионе «Энергетик». Клуб находится на балансе Харьковской ТЭЦ-5. Команда дважды становилась бронзовым призёром (2007, 2014) и трижды серебряным призёром (2005, 2008, 2010) в областном чемпионате. В 2004 году команда стала чемпионом Харьковской области. В Кубке Харьковской области «Энергетик» дважды играл в финалах, но оба раза уступил в 2007 и 2012 годах.

## Интернет
Услуги доступа в Интернет предоставляют компании «Воля», «Вега-Телеком», «Элитон», «Киевстар», «Датагрупп» и «Укртелеком».

## Транспорт
По территории посёлка проходит магистральная железнодорожная линия, связывающая Харьков с Полтавой и Золочевом. На территории посёлка находятся крупные железнодорожные узлы (товарные перевозки) — железнодорожные станции Куряж и Шпаковка.
Посёлок связан автобусным сообщением с Харьковом. Имеются маршруты:
168 (1168) м. Холодная Гора (Харьков) — Солоницевка-2 (в том числе спецподачи до Заречанки)
152 (1152) м. Холодная Гора — Ольшаны
159 (1159) м. Холодная Гора — Берминводы
169 (1169) м. Холодная Гора — Б. Рогозянка

## Достопримечательности

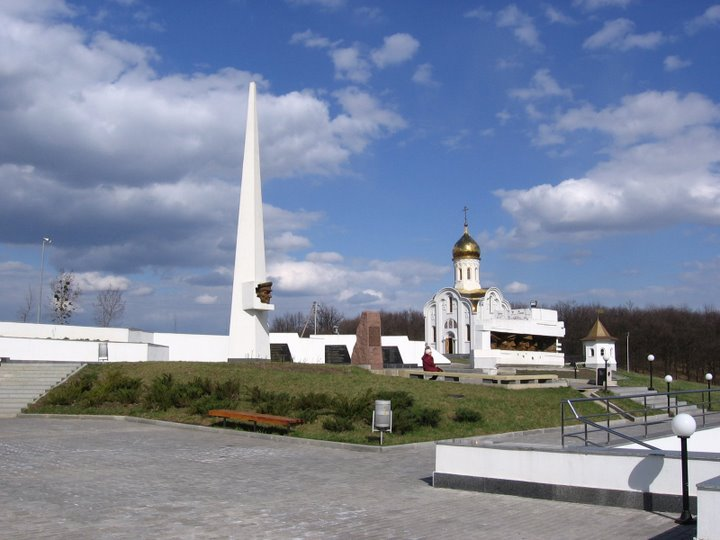
Мемориальный комплекс «Высота маршала И. С. Конева»

- Одна из самых ярких достопримечательностей Солоницевки — мемориальный комплекс «Высота маршала Конева» — является центром районных и областных мероприятий, посвящённых памятным датам Великой Отечественной войны. На территории комплекса находится музей «Харьковщина в Великой Отечественной войне 1941—1945 годов».
- Братская могила советских воинов.
- Братская могила односельчан.
- Танк Т-34-85.
- Танк Т-70М.
- Церковь Успения Пресвятой Богородицы, ул. Сумской шлях, 100[23].

### Галерея

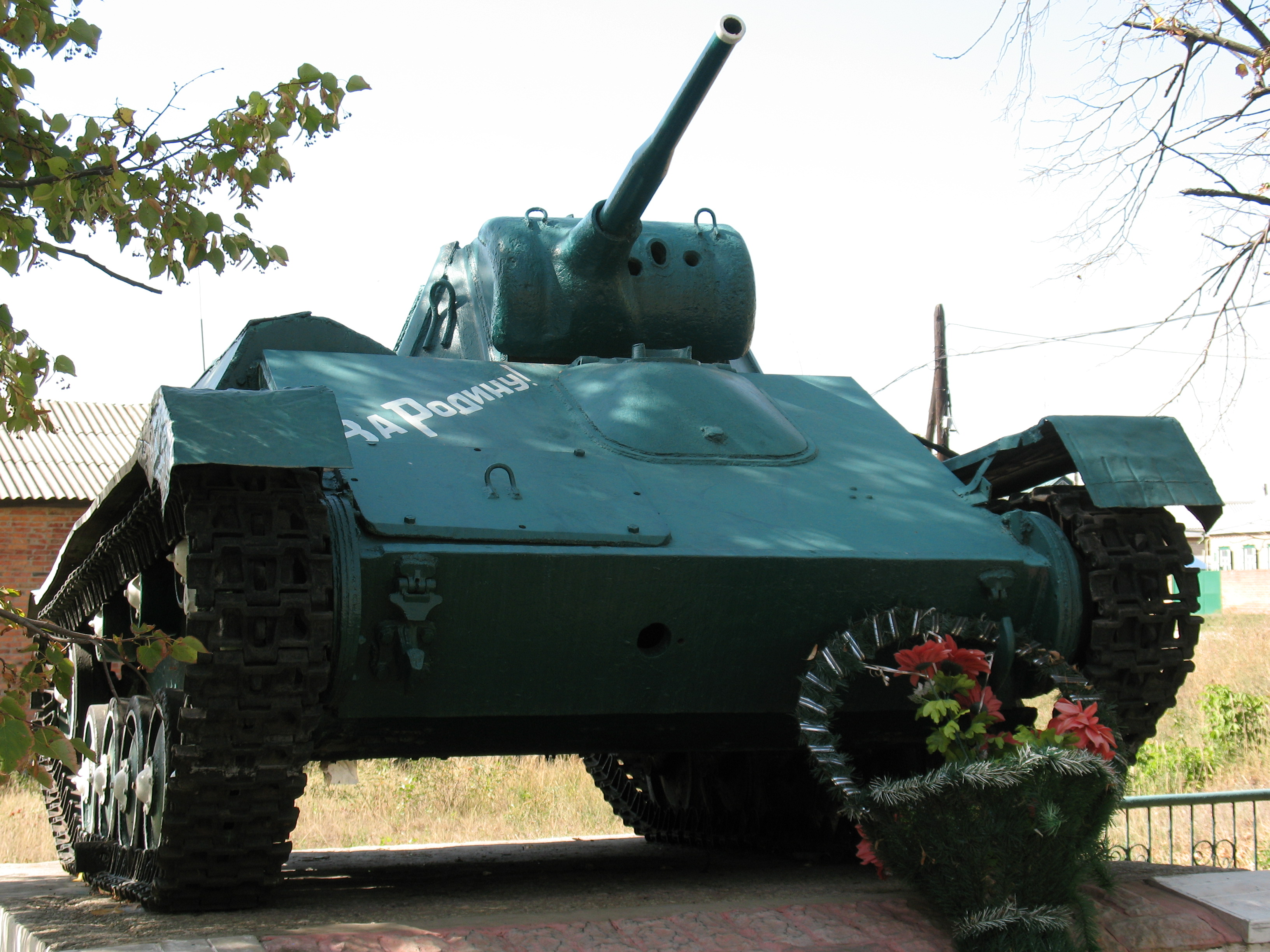
Т-70 спереди
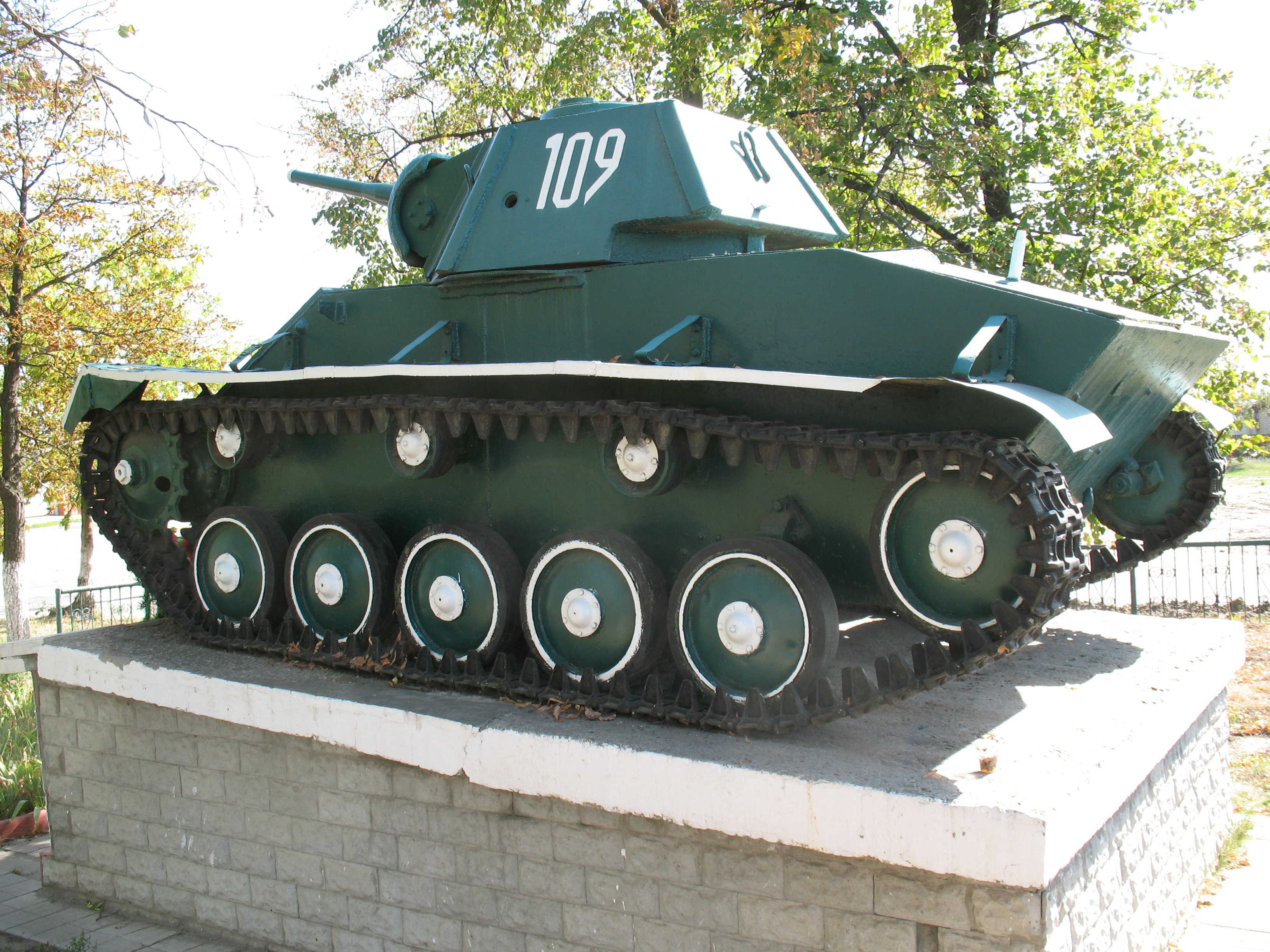
Вид справа
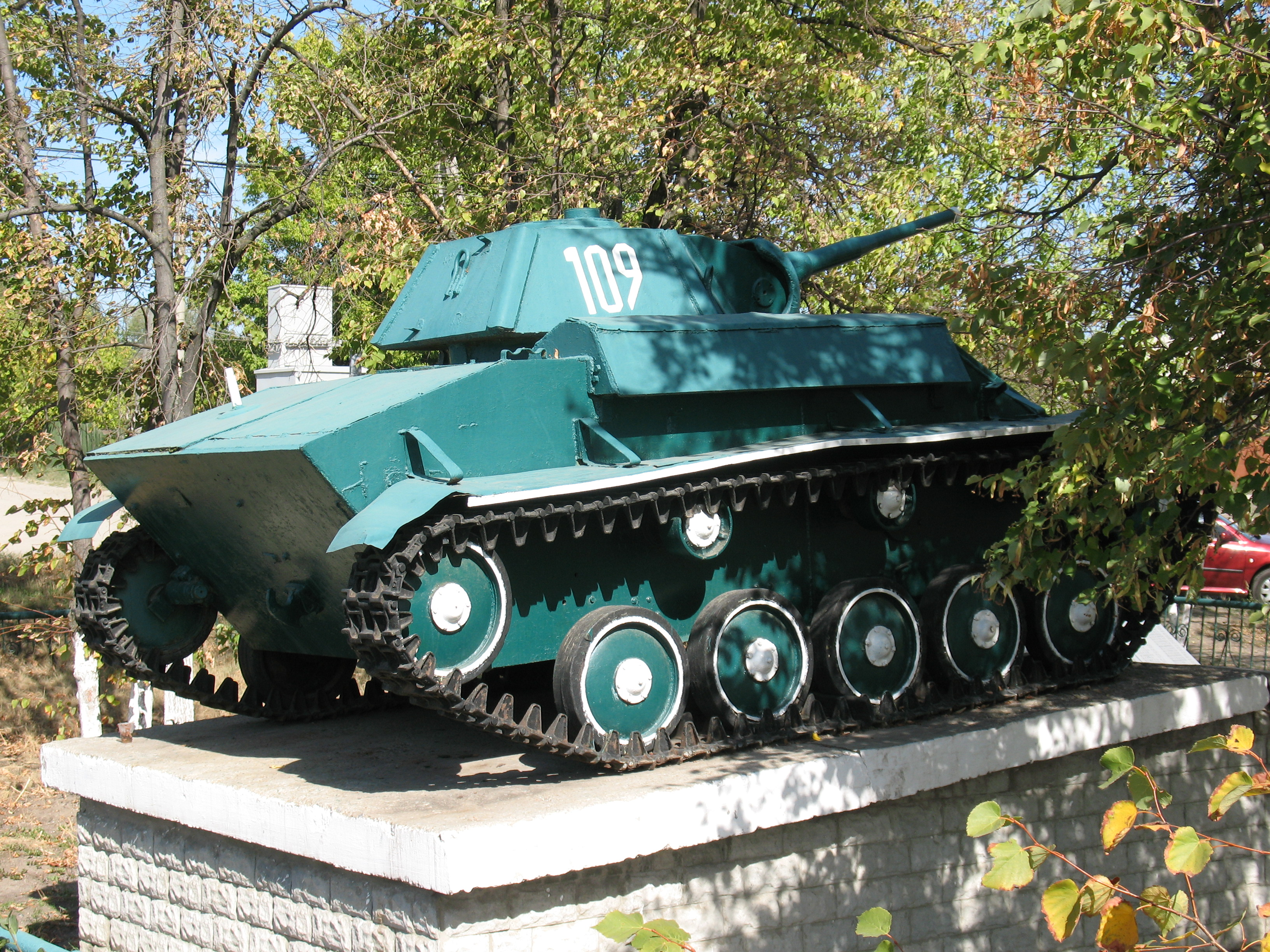
Вид слева
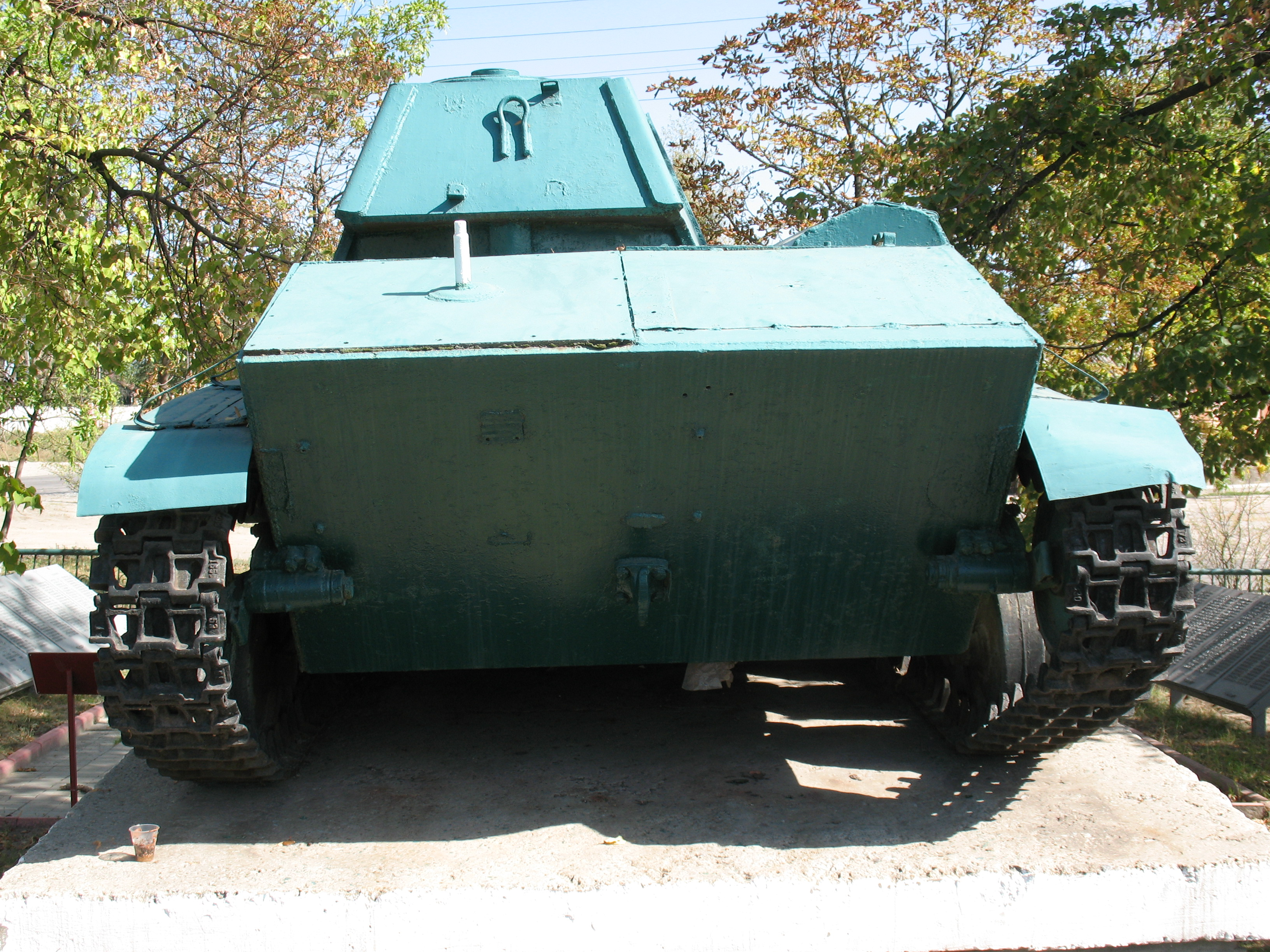
Вид сзади
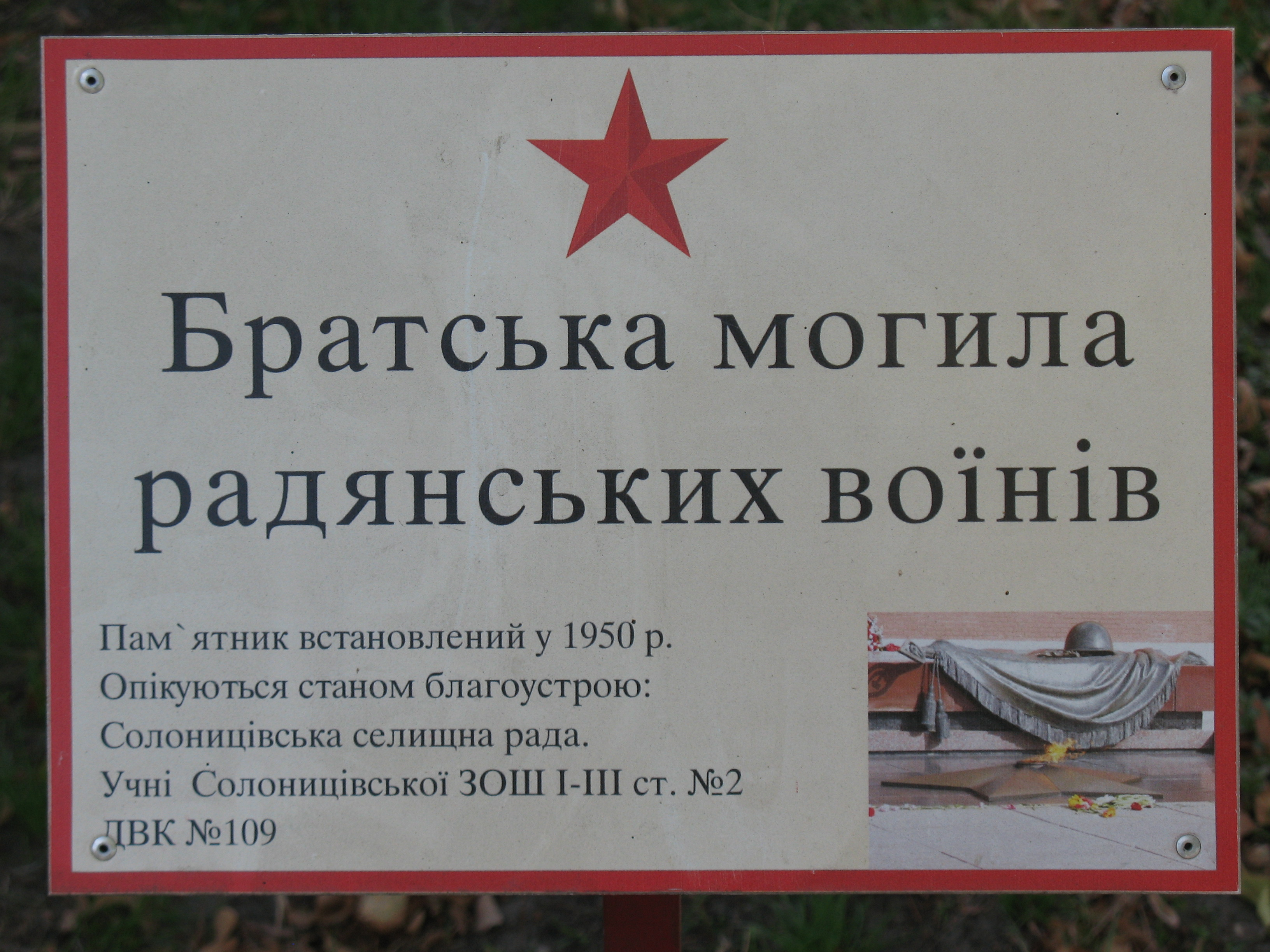
Братская могила. Описание
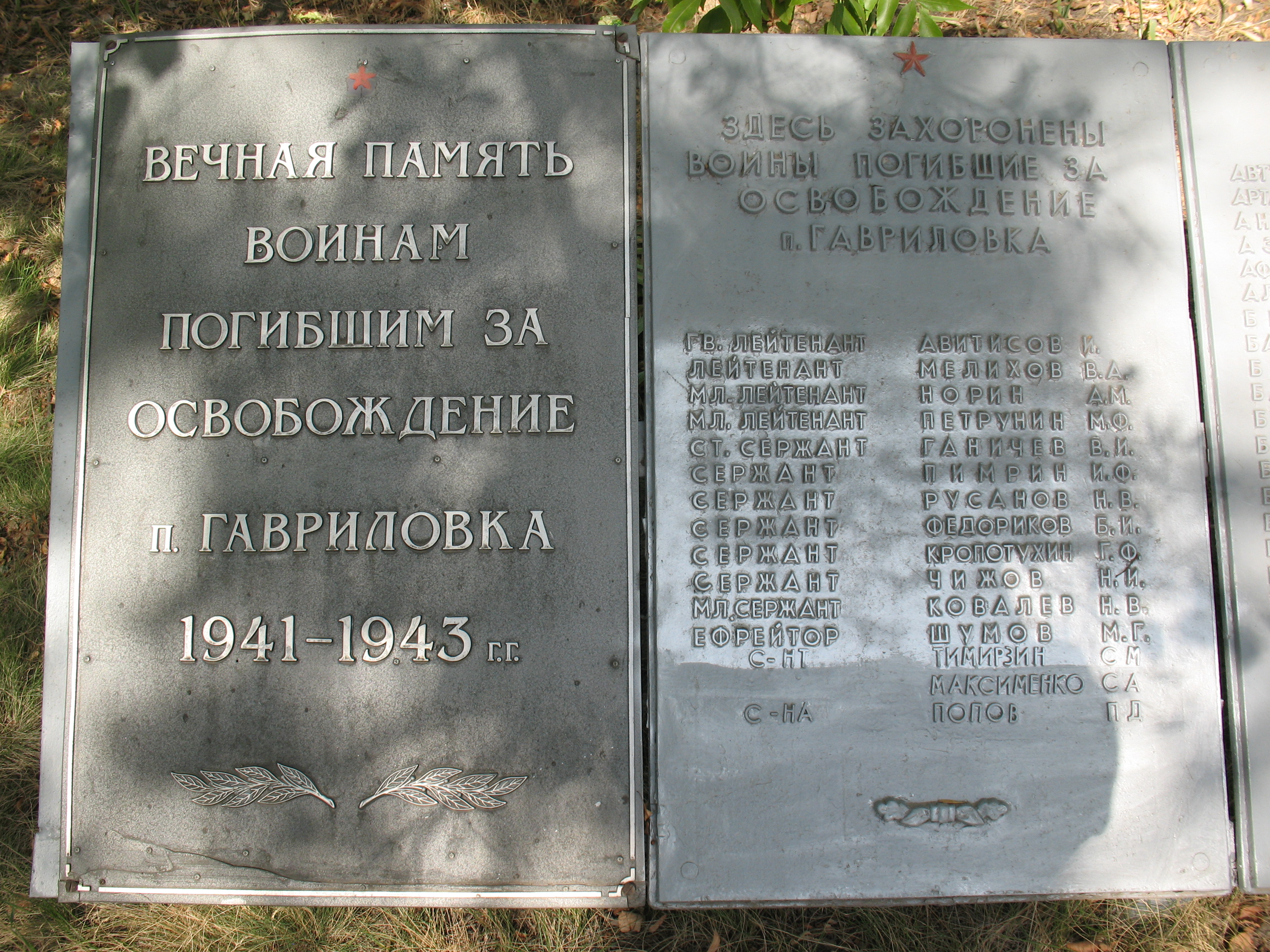
Погибшие советские воины
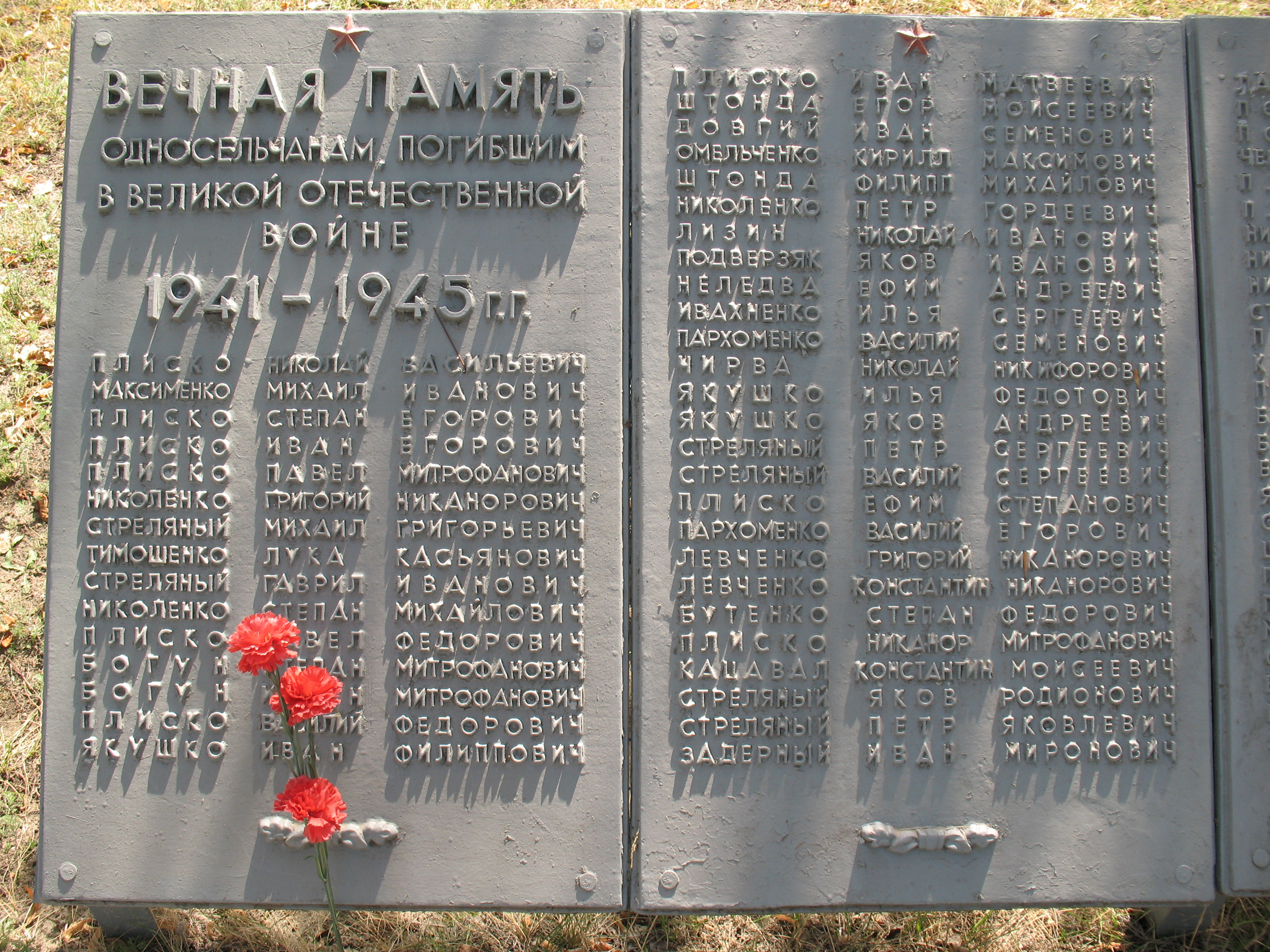
Погибшие односельчане

## Известные жители
- Евтушенко, Спиридон Макарович — диакон, священномученик.
- Дикань, Андрей Александрович — футболист, игрок сборной Украины.
- Шищенко, Сергей Юрьевич — футболист, игрок сборной Украины.
- Поляков, Никита Фёдорович — победитель международной олимпиады по математике

## Карты
- Карта слободы Синолицевка середины XIX века хранится в Государственном архиве Харьковской области[24]
- Трёхвёрстная военно-топографическая карта Российской империи, ряд XXIII, лист 14, 1869 год // Синолицовка.
- Карта-километровка штурма Харькова с нп Степного фронта, 1943 год. // Полоса наступления 5-й гв. ТА к 17 августа: 194,2 - Синолицевка - Коротич - Райеленовка - Высокий (план).